# Wangen an der Aare
Wangen an der Aare es una ciudad histórica y comuna suiza del cantón de Berna, capital del distrito administrativo de Alta Argovia.  Limita al norte con las comunas de Attiswil y Wiedlisbach, al este con Walliswil bei Wangen, al sur con Wangenried, y al oeste con Deitingen (SO) y Flumenthal (SO).
La comuna fue hasta el 31 de diciembre de 2009 capital del antiguo distrito de Wangen.

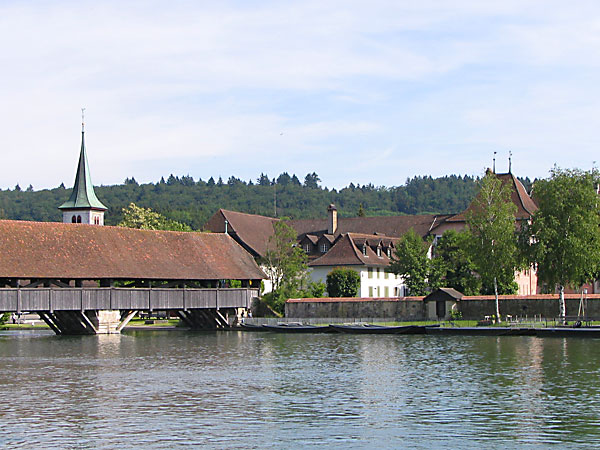
Puente de madera sobre el río Aar.